# PNC Bank Arts Center
Das PNC Bank Arts Center ist ein Amphitheater in Holmdel, New Jersey.

## Geschichte und Nutzung
Die Freiluftarena wurde in den Jahren 1964 bis 1968 für rund 6,75 Millionen US-Dollar erbaut. Eröffnet wurde das Zentrum ursprünglich als Garden State Arts Center am 12. Juni des Jahres 1968. Zunächst standen Aufführungen von klassischer Musik ebenso auf dem Programm wie die von Popmusik. Im Jahr 1996 erwarb die PNC Bank das Recht, den Namen des Gebäudes zu bestimmen; im selben Jahr wurde das Gelände renoviert und die Zahl der Sitze um 2000 erhöht. Die New Jersey Turnpike Authority, kurz NJTA besitzt das Gebäude, welches von Live Nation Entertainment geführt wird. International bekannte Künstler wie James Taylor (der hier jährlich ein Konzert gibt), Glen Campbell, die Jonas Brothers, Sting, Trey Anastasio, Fall Out Boy und Kenny Chesney traten schon hier auf.